# Лонгвиль (графство и герцогство)

Графство Лонгвиль на карте Франции (вверху)

Графство Лонгвиль на карте Нормандии

Лонгвиль (Longueville) — феодальное владение во Франции: сеньория, графство, с 1505 года герцогство.
Сеньория Лонгвиль в XII веке принадлежала роду Жиффар (Giffard). Затем она перешла к английским графам Пемброк. В 1234 году после смерти бездетного Ричарда Маршала французский король Людовик IX присоединил его владения в Нормандии к королевскому домену.
В 1305 году Филипп IV Красивый пожаловал сеньорию Лонгвиль, возведённую в статус графства, своему министру Ангеррану де Мариньи. После ареста Мариньи графство Лонгвиль было конфисковано, и новый король Людовик X передал его Луи д’Эврё. Тот завещал Лонгвиль своему младшему сыну Филиппу Наваррскому, умершкму бездетным в 1363 году.
Король Карл V 27 мая 1364 года пожаловал графство Бертрану Дюгеклену. После его смерти доходами от Лонгвиля пожизненно пользовалась вдова коннетабля Жанна де Лаваль-Тентеньяк.
В 1417 году графство захватили англичане и в 1421 г. передали его Гастону I де Фуа-Гральи. Затем французский король пожаловал Лонгвиль Арчибальду, 5-му графу Дугласу (ум. 1438), в благодарность за участие его отца Арчибальда (4-го графа Дугласа) в битве при Вернёйле (1424). Ему наследовал сын Уильям, умерший в 1440 году.
В 1443 году король передал графство Лонгвиль Жану де Дюнуа, бастарду Орлеанскому. О дальнейшей истории читайте в статье «Лонгвили».